# Barsele
Barsele (südsamisch Barresoene oder Baarjege, umesamisch Bárjiege) ist eine Ortschaft (småort) der Gemeinde Storuman in der schwedischen Provinz Västerbottens län und der historischen Provinz Lappland.
Der gleichnamige Hauptort der Gemeinde, Storuman, ist etwa 20 Kilometer entfernt. Der Ort liegt an der Bahnstrecke Hällnäs–Storuman, Personenzüge gibt es allerdings auf dieser Strecke nicht mehr. Barsele liegt an der Europastraße 12.